# Thuần Vu Đề Oanh

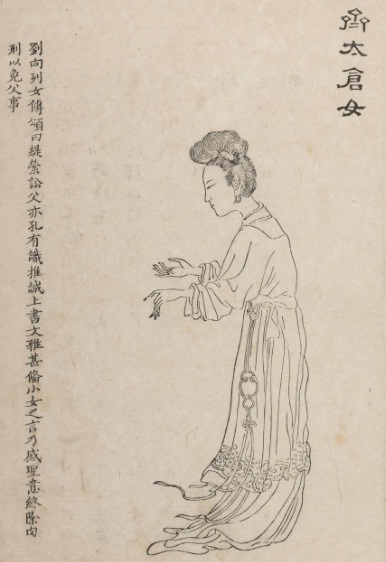
Tranh Đề Oanh chép trong Vãn Tiếu Đường Trúc Trang Họa Truyền

Thuần Vu Đề Oanh (chữ Hán: 淳于緹縈, ? - ?), người Lâm Truy thời Tây Hán, là con gái của danh y Thuần Vu Ý, nhà không có con trai, chỉ sinh được năm con gái thì Đề Oanh là út. Thuần Vu Ý từng giữ chức quan thái thương lệnh đất Tề sau khi từ quan nhờ tinh thông y thuật mà tích cực chữa bệnh cứu người, có một nhà quý tộc nọ ốm nặng đến chỗ ông trị bệnh nhưng không qua khỏi, người nhà ấy ỷ quyền thế vu tội cho Thuần Vu Ý, triều đình hạ chiếu giam vào ngục, giải đi Trường An thụ hình. Ông có năm đứa con gái đau buồn tức giận đến cực độ vì việc này nên khi sắp phải lên đường, mắng con gái của mình rằng: "Sinh con không sinh con trai, có việc gấp chẳng có ích gì!". Người con út là Đề Oanh thương khóc theo cha đến kinh thành, đồng thời dâng thư lên Hán Văn Đế nguyện hiến thân làm nô tỳ để chuộc tội cha già. Toàn văn thư dâng như sau:
Cha thiếp làm kẻ lại, trong nước Tề đều khen ông ấy liêm khiết, công bằng, nay phạm tội phải chịu hình phạt. Thiếp thương cha không thể sống lại, người chịu hình phạt không thể chắp lại, dù muốn sửa đổi lỗi lầm từ con đường mới, cũng không có cách nào. Thiếp xin chịu vào làm nô tì nhà quan, chuộc tội phải chịu hình phạt của cha, để cha được sửa đổi từ con đường mới.
Hoàng đế xem xong rất cảm động xuống lệnh tha tội Thuần Vu Ý và xóa bỏ nhục hình tàn khốc. Đề Oanh vì việc này mà nổi tiếng khắp nước, do đó mà hình thành nên sự tích hiếu nghĩa Đề Oanh cứu cha được người đời ca tụng và lưu truyền mãi mãi.
Nhà sử học thời Đông Hán là Ban Cố trong "Vịnh sử" theo lối ngũ ngôn cổ thi khen rằng: "Trăm ông con trai vô dụng, chẳng bằng một nàng Đề Oanh". Nhà thơ Cao Bá Quát của Việt Nam thời Nguyễn trong lúc trôi dạt ở Trung Quốc có viết bài thơ "Nàng Đề Oanh" ca ngợi tấm lòng hiếu thảo cùng hành động can đảm của Đề Oanh được hậu thế khen ngợi là làm thay đổi phép vua. Bài thơ như sau (Trần Văn Nhĩ dịch thơ):
Lời nói xoay trời, hư huyễn ư?
Phủ hình Tư Mã oán ngàn thu
Nhà tằm, lòng sợ không qua tội
Chỗ thấp, lệ rơi dám gửi thư
Cha bị ngậm oan đâu ít có 
Trai mà vô dụng vẫn nhiều như
Hán triều, Văn Đế lòng khoan hậu
Hình khắc nhờ ai được loại trừ!